# Bojabirz

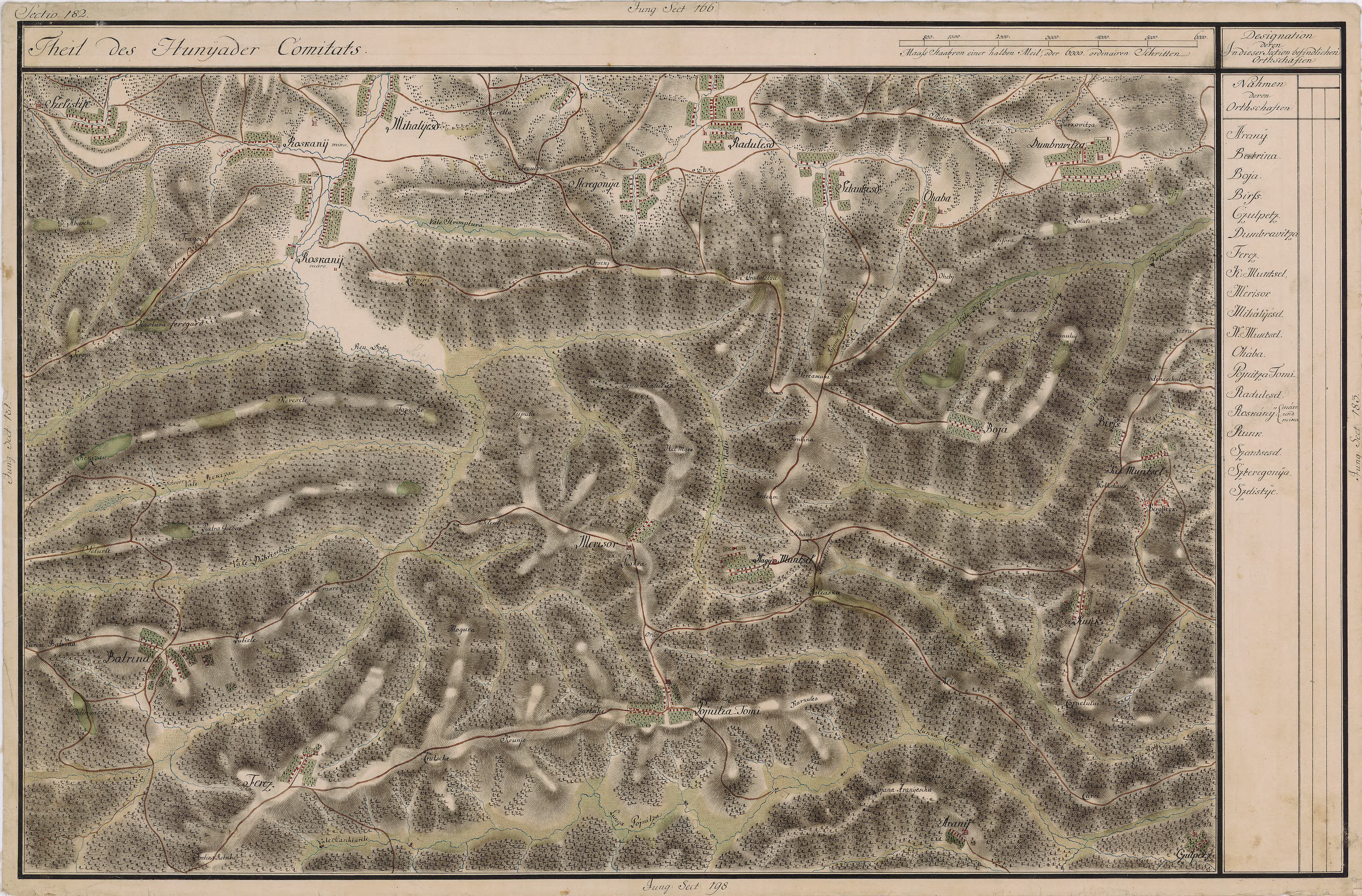
Bojabirz egy régi térképen

Bojabirz románul: Boia Bârzii, falu Romániában, Erdélyben, Hunyad megyében.

## Fekvése
Dévától nyugatra, Nagymuncsel és Erdőhátrunk közt fekvő település.

## Története
Bojabirz, Boja nevét 1386-ban említette először oklevél Boya néven. Későbbi névváltozatai: 1733-ban Bolya, 1750-ben Boje, 1760–1762 között Bojabirz, 1808-ban Boja cum Birs, utrumque Bojabirs, Boubirs, Boja ~ Bojabirs, Boubirs, 1861-ben Boja-Birs, 1888-ban és 1913-ban Bojabirz.
1453-ban Boya Déva vár tartozékai közt volt említve.
A trianoni békeszerződés előtt Hunyad vármegye Dévai járásához tartozott. 1910-ben 319 görögkeleti ortodox román lakosa volt.

## Nevezetességei
18. századi fatemploma a romániai műemlékek jegyzékében a HD-II-m-B-03258 sorszámon szerepel.